# Vodní mlýn Kotnov
Vodní mlýn Kotnov (Procházkův mlýn) ve Štěpnici v Telči  v okrese Jihlava je vodní mlýn, který stojí na Telčském potoce. Je chráněn jako nemovitá kulturní památka České republiky.

## Historie
Mlýn má na obytné budově vročení 1797.

## Popis
Mohutný klasicistní vodní mlýn  s hospodářským zázemím je situován u rybníčku napájeného náhonem poblíž areálu panského dvora.
Voda na vodní kolo vedla z rybníka na akumulační nádržka a lednici. Ve mlýně se dochovaly pouze tři prostupy po hřídeli vodního kola, přízemí je zcela přestavěno. V roce 1930 zde byla dvě kola na svrchní vodu (průtok 0,153 m³/s, spád 4,6 m, výkon 6,1 k).